# Kleinblütiges Knopfkraut
Das Kleinblütige Knopfkraut oder (Kleinblütiges) Franzosenkraut (Galinsoga parviflora) ist ein häufiges Wildkraut aus der Familie der Korbblütler (Asteraceae).

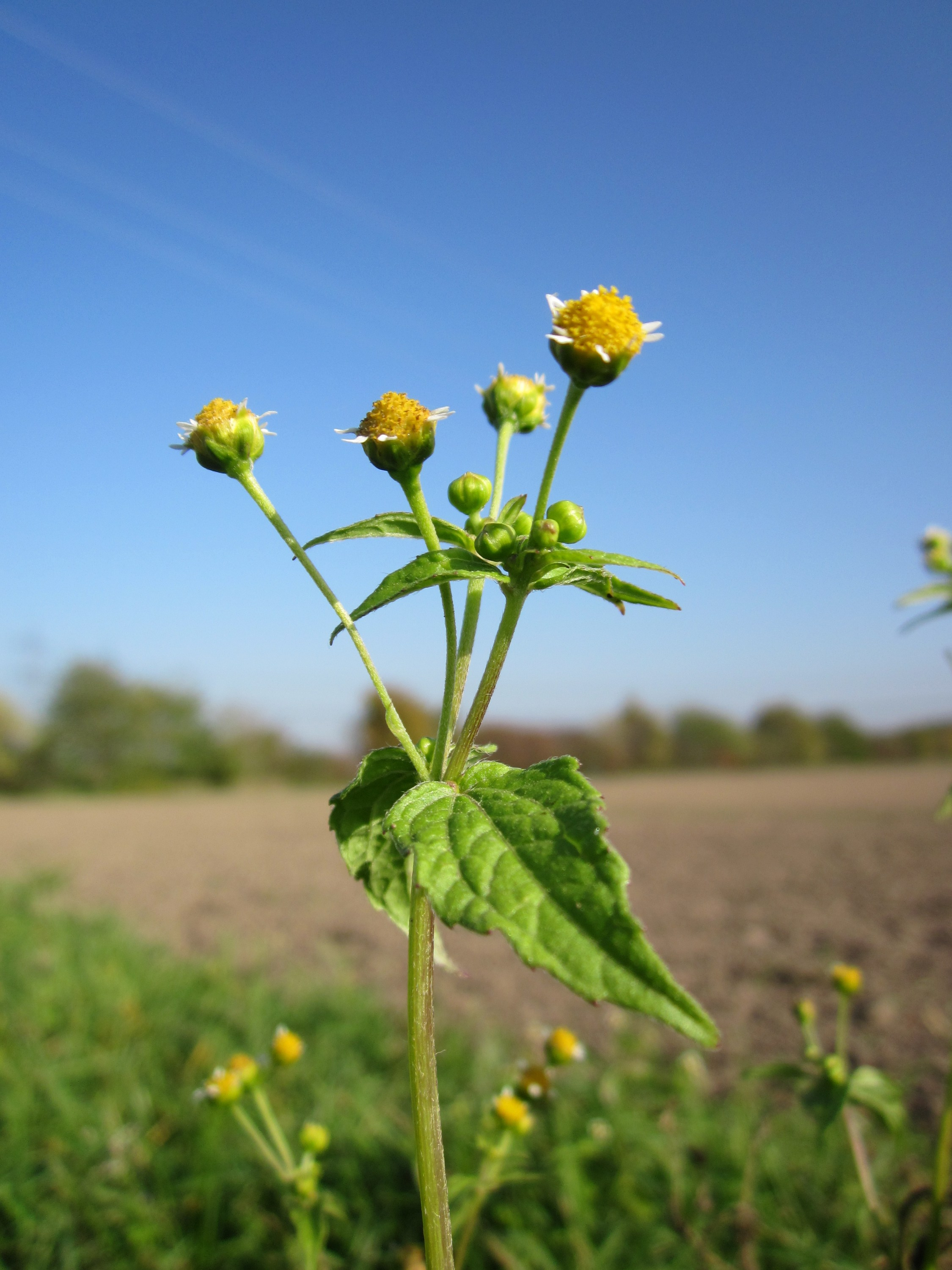
Kleinblütiges Knopfkraut (Galinsoga parviflora)

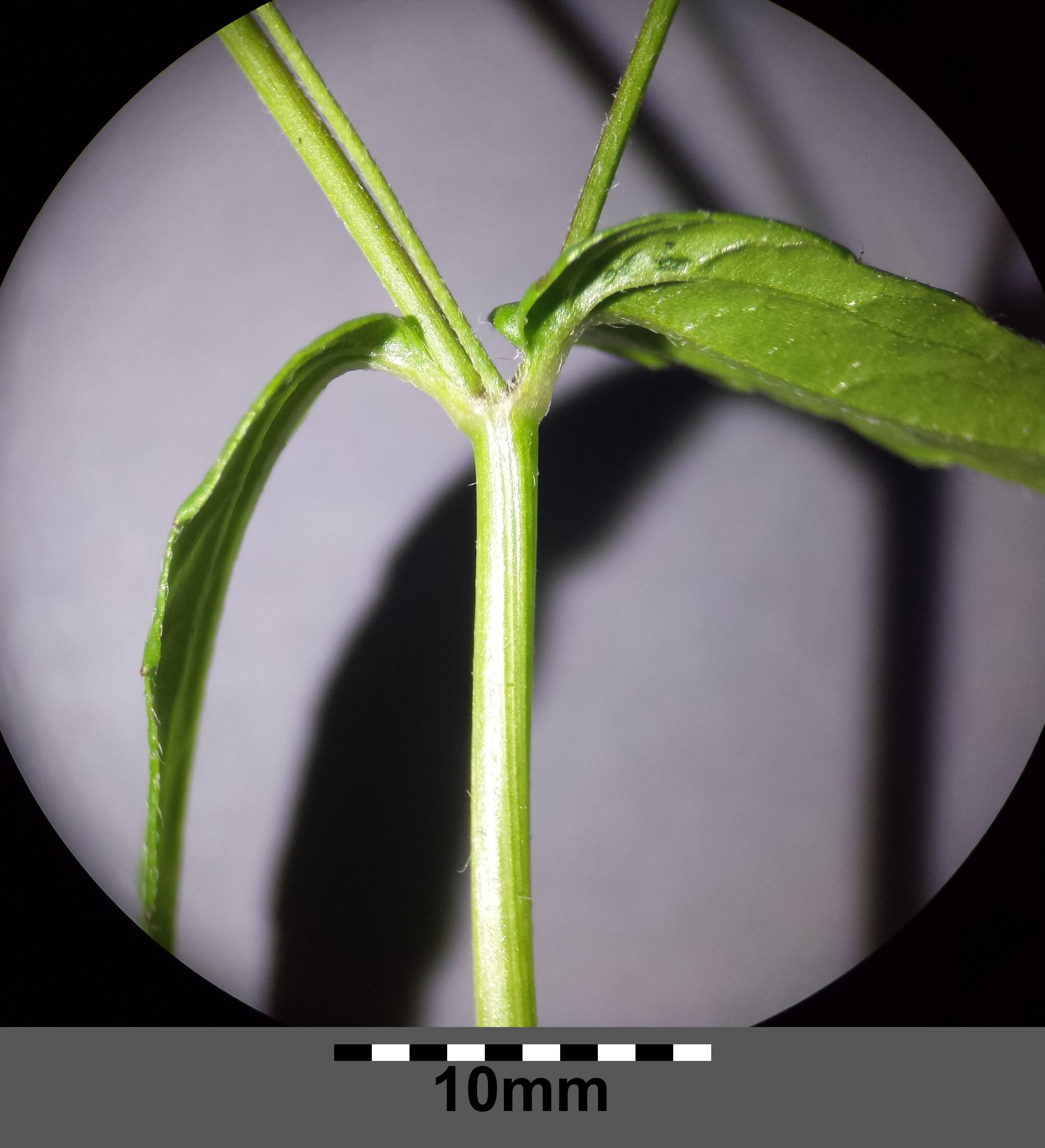
Der Stängel ist kahl oder höchstens spärlich behaart

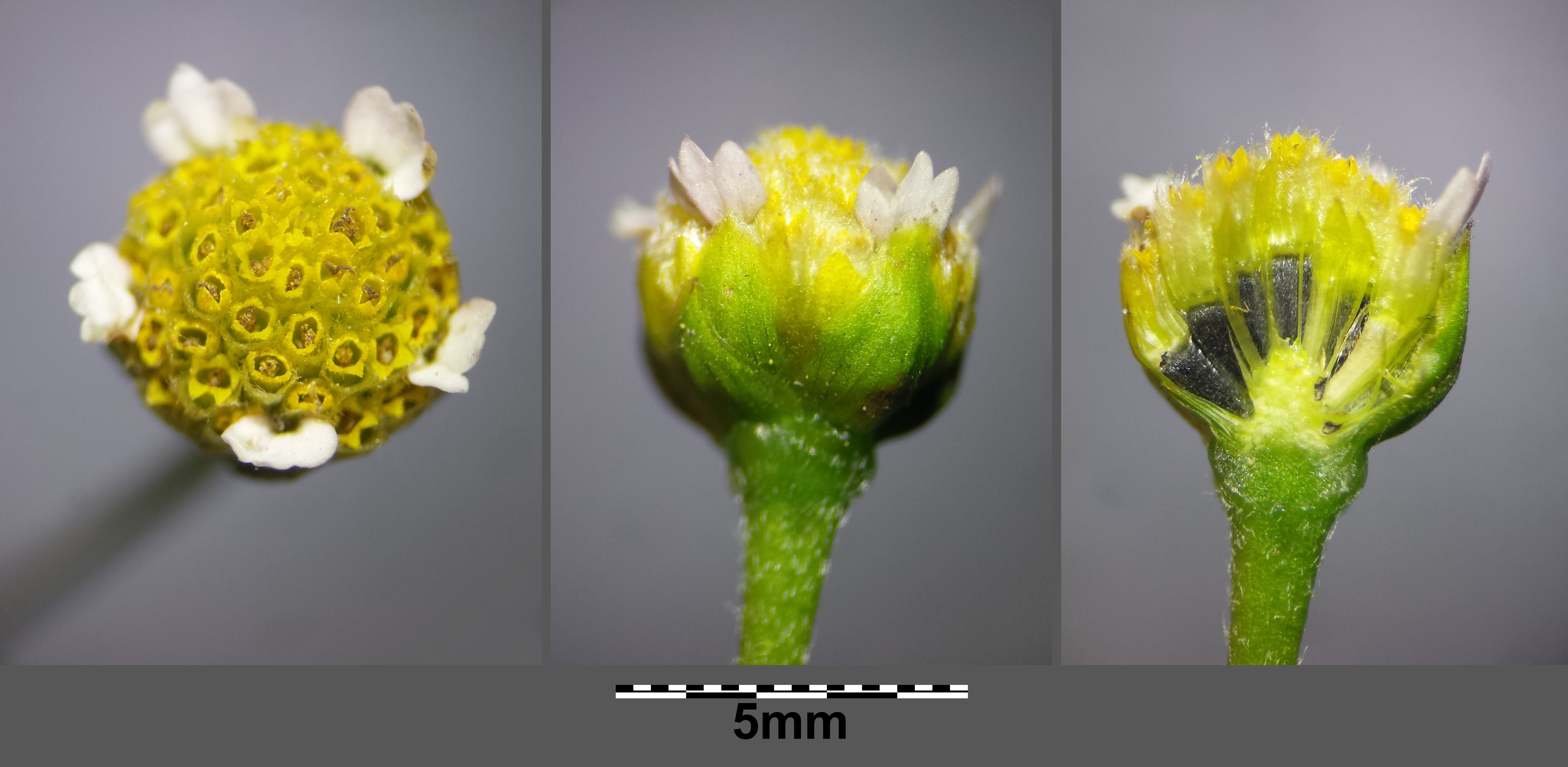
Korb: die Zungen der Zungenblüten sind weniger als halb so lang wie der Durchmesser der Scheibe

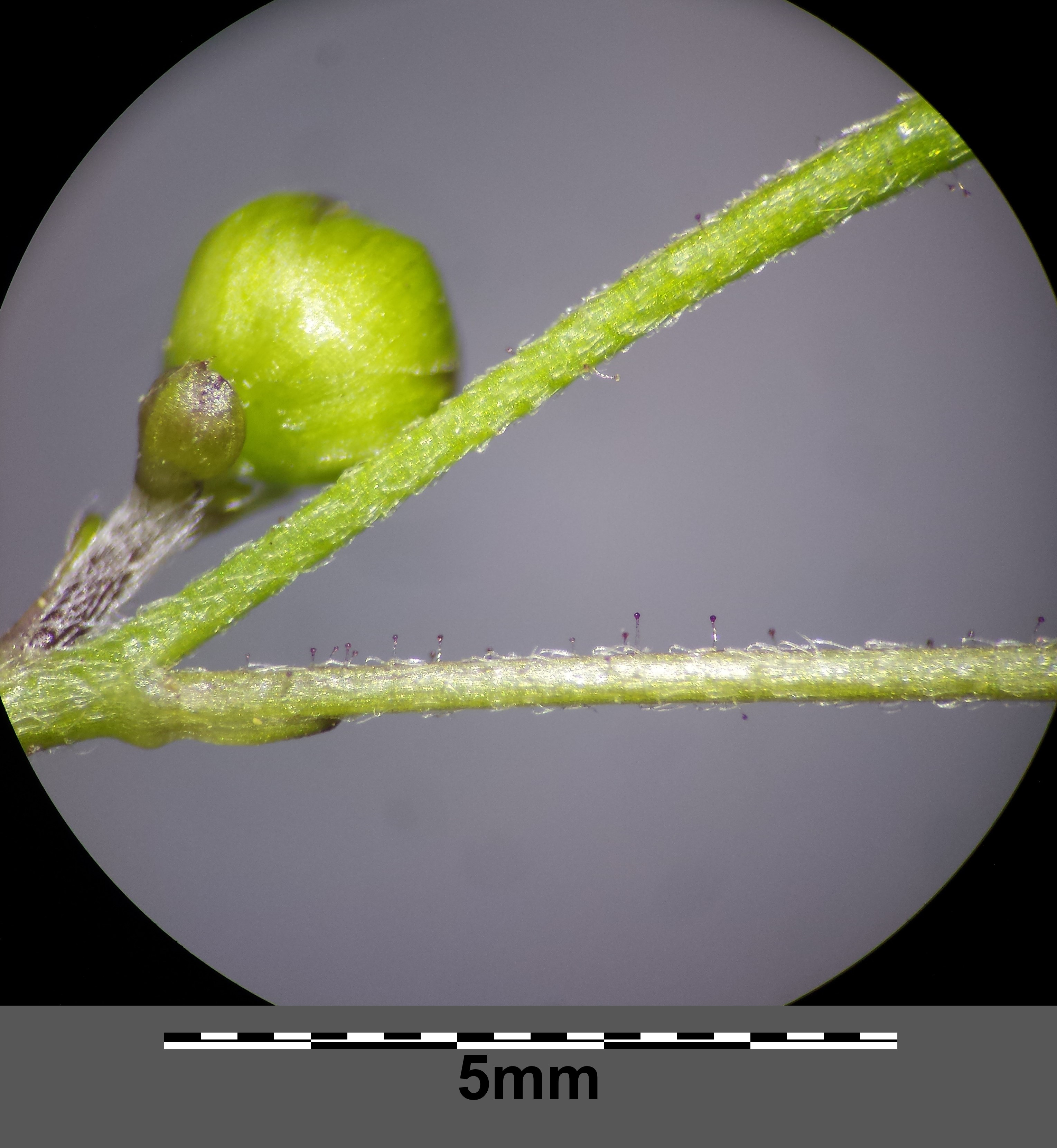
Die Korbstiele sind ohne oder nur mit wenigen Drüsenhaaren besetzt.

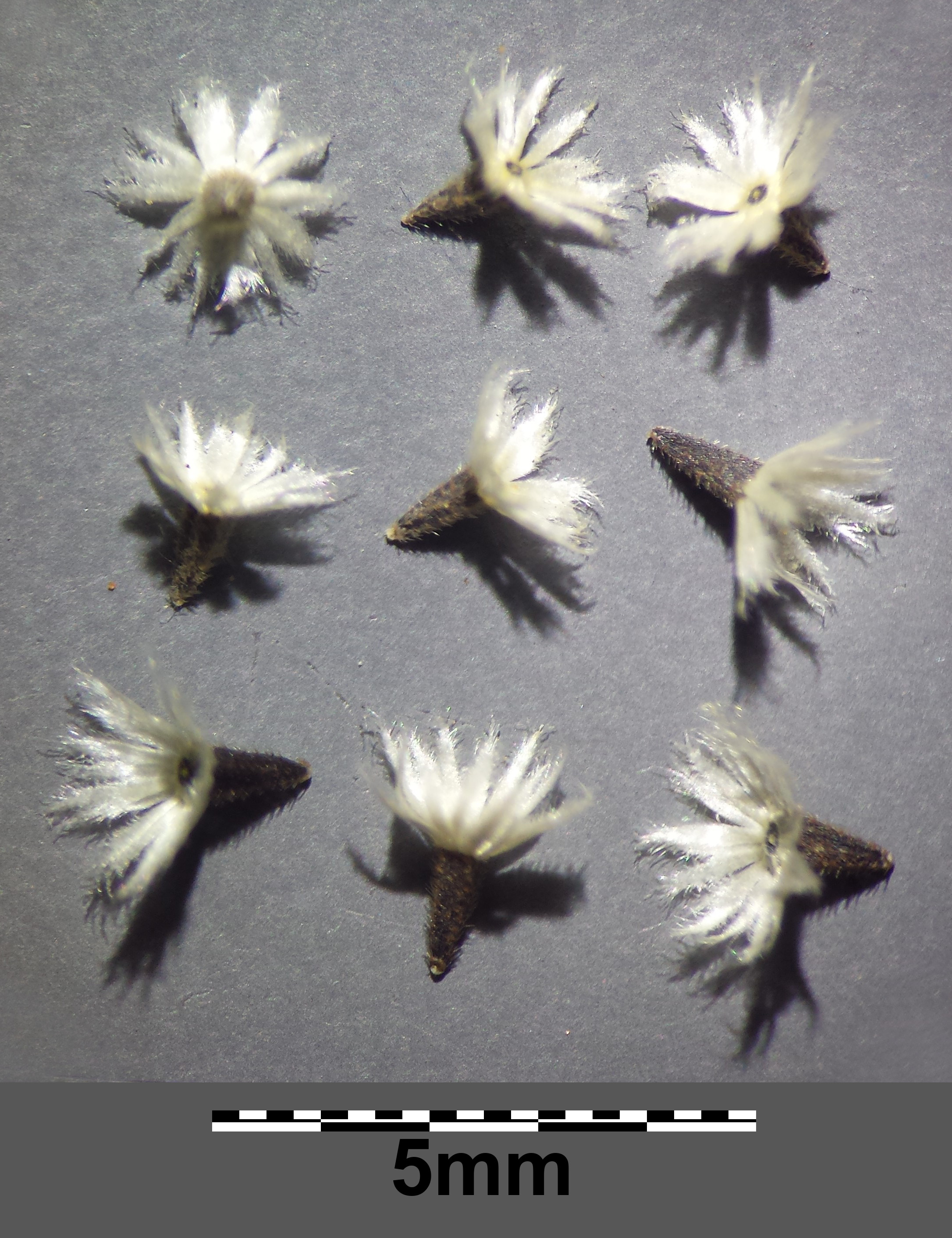
Früchte: die Pappusschuppen sind ungefähr so lang wie die Frucht und nicht begrannt

## Merkmale
Das Kleinblütige Franzosenkraut ist eine einjährige, krautige Pflanze, die Wuchshöhen von etwa 20 Zentimetern erreicht. Der Stängel der Pflanze ist kahl oder nur sehr spärlich anliegend behaart. Die gegenständigen Laubblätter sind ungeteilt und am Rand mehr oder weniger fein gezähnelt. Die Blütenstiele sind etwas dichter behaart, aber die Härchen liegen den Stielen dicht an. Jedenfalls ist die Pflanze nicht zottig behaart wie das Behaarte Knopfkraut.
Die Blütenköpfchen haben einen Durchmesser von knapp 5 mm. Die meist vier bis fünf weißen Zungenblüten sind deutlich kürzer als der halbe Durchmesser des gelben Köpfchens. Sie sind meist ein wenig länger als breit und haben vorne zwei oder drei kleine Zähnchen.
Die Chromosomenzahl beträgt 2n = 16.

## Ökologie
Das Kleinblütige Knopfkraut ist eine einjährige, sommerannuelle Pflanze und ein Licht- und Wärmekeimer. In günstigen Jahren kann es aber zwei und mehr Generationen bilden. Als ehemalige Tropenpflanze ist es stark frostempfindlich und erfriert schon bei den ersten Frösten. Es wurzelt 25-80 cm tief.
Es ist ein Lichtkeimer, ein Garezeiger und Nährstoffzehrer.
Die Blüten sind „Körbchenblumen“, deren Köpfe in Abständen nacheinander reifen. Es findet nur Selbstbestäubung statt. Blütezeit ist von Juni bis Oktober.
Die Früchte sind Spaltfrüchte, die aus zwei kleinen, einsamigen Nüssen bestehen, und die fest mit dem widerhakigen Kelch verbunden sind; daher erfolgt Klettausbreitung. Im Herbst können auch Stängelteile oder ganze fruchtende Pflanzen durch Tiere bzw. als Bodenroller durch den Wind ausgebreitet werden. Fruchtreife ist von Juli bis September. Die Samen sind 1–3(–8) Jahre keimfähig.

## Vorkommen
Das Kleinblütige Knopfkraut ist ein typisches „Unkraut“. Es wächst gern auf frischen bis mäßig frischen, nährstoffreichen, vorzugsweise kalkarmen, humosen, lockeren, sandigen Lehmböden wie in Gärten, an Äckern oder an offenerdigen Straßenrändern. Es ist weit verbreitet und nicht selten, aber auch nicht ganz so häufig wie das Behaarte Knopfkraut. Es kommt in Gesellschaften der Ordnung Polygono-Chenopodietalia vor, besonders im Setario-Galinsogetum.
Das Franzosenkraut ist ein Neophyt. Ursprünglich stammt die Pflanze aus Südamerika, eigentlich Kolumbien, wo es auf der Hochebene im Dorf Guasca (Cundinamarca) sehr verbreitet ist, und den Urnamen ergibt. Nach anderen Autoren stammt sie ursprünglich aus Mexiko. Sie wurde Ende des 18. Jahrhunderts in botanischen Gärten angepflanzt, bald jedoch wegen ihrer schmackhaften Blätter auch in landwirtschaftliche Kultur genommen. Weil sie sich sehr stark verbreitete und dies zeitlich mit den Feldzügen von Napoleon zusammenfiel, kamen die Franzosen zu Unrecht in Verruf, es eingeschleppt zu haben. Heute hat sich das Franzosenkraut über ganz Europa und große Teile Asiens verbreitet.

## Verwendung
Das Franzosenkraut kann als Viehfutterpflanze verwendet werden. Es liefert einen wertvollen Kompost und eignet sich deshalb zur natürlichen Düngung. Junge Stängel und Blätter ergeben gekocht ein Gemüsegericht, roh zubereitet einen Salat. In seiner eigentlichen Heimat Kolumbien wird es häufig zum Würzen verwendet und ist das charakteristische Gewürz (Guasca) der Hühnersuppe Ajiaco de Bogotá. Das ganze Kraut eignet sich gut zur Bereitung von Wildkräutersalat.